# Тарбук, Слободан
Слободан Тарбук (серб. Слободан Тарбук; род. 27 января 1946, село Балинац, Глина) — сербский генерал и военный деятель, известный военачальник армии Сербской Краины в период войны в Хорватии.

## Биография
Слободан Тарбук родился 27 января 1946 года в селе Балинац близ Глины (Бания). В 1968 году он закончил Военную академию, в 1977 году офицерские курсы безопасности, в 1981 году Командно-штабную академию, а в 1994 году — Школу национальной обороны. Во время военной службы он занимал должности командира роты, начальника безопасности в штабе по развитию 7-й пехотной дивизии, начальника безопасности 6-й пехотной пролетарской дивизии, главы штаба 16-й партизанской бригады, заместителя начальника безопасности 5-й Военной области, командующего 622-й моторизованной бригады, заместителя начальника Третьего управления Генштаба Вооружённых сил Союзной Республики Югославия по вопросам военно-территориальных органов, заместителя командующего Крагуевачским корпусом по вопросам информирования. В 1995 году Тарбук возглавлял 39-й Банийский корпус Сербского Войска Краины. 16 мая 1996 года он был отправлен на пенсию.